# Tomás de Sousa Rosa
Tomás de Sousa Rosa GCC • CvA • OA • ComA • CvNSC (Sintra, Belas, Venda Seca, 2 de Novembro de 1844 - Paris, 23 de Agosto de 1918), 1.º Conde de Sousa Rosa, foi um militar, administrador colonial, embaixador e político português.

## Biografia
Assentou praça em Cavalaria a 23 de Junho de 1864 e, depois de ter feito o Curso da Arma, foi promovido a Alferes Graduado a 6 de Janeiro de 1866, a Tenente a 14 de Fevereiro de 1872 e a Capitão a 14 de Fevereiro de 1877. Sendo Capitão e Ajudante-de-Campo do General 1.º Visconde de Sagres, foi nomeado Ajudante-de-Ordens de D. Luís I de Portugal.
A 23 de Abril de 1883 e até 7 de Agosto de 1886 foi nomeado 86.º Governador de Macau, onde se assinalou pela orientação e tacto, tendo obtido as mais distintas provas de apreço não só dos súbditos de etnia tanto portuguesa como chinesa ali residentes, como também dos grandes negociantes Chineses que ali comerciavam. Visitou o Japão com as honras de Embaixador Extraordinário de Portugal e a sua acção diplomática dez-se sentir na obtenção dum acordo comercial vantajoso para ambos os Estados. A 1 de Dezembro de 1887, representou Portugal na celebração do Tratado de Amizade e Comércio Sino-Português, que confirmou a governação de Macau por Portugal.
Foi promovido a Major a 11 de Julho de 1889 e a Tenente-Coronel a 30 de Dezembro de 1893. Em 1894 foi nomeado Ministro Plenipotenciário em Washington, Estados Unidos da América, foi promovido a Coronel a 30 de Agosto de 1895 e, depois, em 1906, transferido para Ministro Plenipotenciário em Paris, França, onde foi promovido a General de Brigada a 19 de Dezembro de 1907 e onde residiu até à sua morte, tendo deixado o cargo em 1910, quando a República foi proclamada.
Foi Cavaleiro da Ordem de Nossa Senhora da Conceição de Vila Viçosa, Conselheiro de Sua Majestade Fidelíssima, Grã-Cruz da Ordem de Cristo a 29 de Dezembro de 1900 sendo Conselheiro e Ministro Plenipotenciário em Paris (Diário do Governo, n.º 296, 31 de Dezembro de 1900), Cavaleiro da Ordem de Avis a 1 de Janeiro de 1901 sendo Coronel de Cavalaria (Ordem do Exército, 1901, 2.ª Série, n.º 1, p. 3), Oficial da Ordem de Avis a 27 de Julho de 1901 sendo Coronel de Cavalaria, em serviço dependente do Ministério dos Negócios Estrangeiros (Ordem do Exército, 1901, 2.ª Série, n.º 14, p. 196), Par do Reino a 14 de Maio de 1902 sendo Coronel do Exército, Enviado Extraordinário e Ministro Plenipotenciário em Paris (Diário do Governo, n.º 108, 16 de Maio de 1902), e Comendador da Ordem de Avis a 1 de Janeiro de 1903 sendo Coronel de Cavalaria em serviço dependente do Ministério dos Negócios Estrangeiros (Ordem do Exército, 1903, 2.ª Série, n.º 1, p. 2).
O título de 1.º Conde de Sousa Rosa foi-lhe concedido por Decreto de D. Carlos I de Portugal de 25 de Novembro de 1906. Foi Fidalgo de Cota de Armas de Mercê Nova. No Jazigo da Família do 1.º Conde de Sousa Rosa, no Cemitério do Alto de São João, em Lisboa, estão esculpidas as seguintes Armas, cuja concessão se ignora: escudo esquartelado: o 1.º de verde (?), com quatro rosas de ..., ao natural (Rosa?), o 2.º de vermelho, elmo de prata sustido por um braço armado de prata, movente do flanco esquerdo do escudo e encimado por uma águia de negro pousada sobre o elmo (Dias, em representação aproximada), o 3.º de Sousa dos Senhores de Arronches e o 4.º de Bastos; elmo aberto posto de frente; timbre: desconhecido; diferença: uma brica de ... no 2.º quartel, carregada com uma banda de ...; Coroa de Conde. Tratar-se-ão, eventualmente, de Armas cuja concessão não foi registada na Torre do Tombo. Os Armoriais Portugueses são mudos a respeito de Armas da Família Rosa.

## Família
Filho de Tomás José de Sousa Rosa e de sua mulher Maria Emília de Bastos. Casou e deixou uma filha, Maria Teresa de Sousa Rosa, a qual seria Representante do Título de Condessa de Sousa Rosa se houvesse Monarquia, que casou em França. Um outro Tomás de Sousa Rosa, certamente seu parente, era capitão do Regimento de Cavalaria n.º 2, Lanceiros de El-Rei, e foi feito cavaleiro da Ordem de Avis em 1905.